# Tipula spatha
Tipula spatha är en tvåvingeart som beskrevs av Doane 1912. Tipula spatha ingår i släktet Tipula och familjen storharkrankar. Inga underarter finns listade i Catalogue of Life.